# ホロテンナンショウ
ホロテンナンショウ（幌天南星、学名:Arisaema cucullatum）は、サトイモ科テンナンショウ属の多年草。
長く斜上する葉柄をもった1個の葉をつける。仏炎苞が独特で、乳母車の幌のように内巻きになる。小型の株は雄花序をつけ、同一のものが大型になると雌花序または両性花序をつける雌雄偽異株で、雄株から雌株に完全に性転換する。

## 特徴
地下の球茎は径2-3cm。植物体の高さは20-45cmになる。偽茎部は葉柄部より短く、長さ13-27cm、葉柄は長くて斜上する。葉は1個で、葉身は鳥足状に分裂して水平に展開し、小葉間の葉軸はあまり発達しない。小葉は7-13個になり、狭披針形から狭楕円形で、頂小葉の長さ10-24(-30)cm、幅1-4(-5)cm、先端はしだいにとがり、縁は全縁になる。頂小葉から外側の小葉に向かってやや急に小さくなる。
花期は、5-6月、葉と花序が地上に伸びて展開する。花序柄は短く長さ1-6.5cm。仏炎苞は葉身より下部について直立し、長さ10-22cm、仏炎苞筒部は長さ3.5-6cm、上側に向かって広い円筒形でやや前に曲がり、仏炎苞口辺部が開出せずやや幌状になり、内巻きになる長三角形の仏炎苞舷部に続き、舷部先端は長く尾状に伸びてアーチ状に前に垂れる。筒部は黄緑色、舷部は淡緑色に淡紫色から濃紫色をおび、太く白いやや半透明の条線が3-4本あって、仏炎苞の縁や脈上に細かい突起がある。花序付属体は基部でやや太く、細い棒状になって伸び、先端はややふくらんで径3-5mmになる。1つの子房に10-15個の胚珠がある。果実は秋に赤く熟す。染色体数は2n=28。

## 分布と生育環境
日本固有種。紀伊半島の三重県、奈良県、和歌山県のみに分布し、山地の林下に生育する。

## 名前の由来
和名ホロテンナンショウは、「幌天南星」の意。仏炎苞舷部の口辺部が乳母車の幌のように内巻きになることによる。新種記載者で、植物学者の堀田満 (1963) による命名
。
種小名（種形容語）cucullatum は、「僧帽形の」「頭巾状の」の意味。なお、新種記載者の堀田によると、東京大学農学部の標本庫 (TOFO) に、同学部教授の倉田悟の採集による本種と同種の三重県産の未発表の標本があり、発見者の矢頭を記念して Arisaema yatoi Kurata と手書きされていたという。

## 種の保全状況評価
絶滅危惧IA類 (CR)（環境省レッドリスト）
（2020年、環境省）

- 三重県（2015年）絶滅危惧種IA類(CR)
- 奈良県（2016年）絶滅寸前種
- 和歌山県（2012年）絶滅危惧種IA類(CR) [8]

2018年2月に、絶滅のおそれのある野生動植物の種の保存に関する法律（平成4年法律第75号）による国内希少野生動植物種に指定された。環境大臣の許可を受けて学術研究等の目的で採取等をしようとする場合以外は、採取、損傷等は禁止されている。併せて、商業的に個体の繁殖をさせることができる特定第一種国内希少野生動植物種に指定された。

## 分類
似る種に、兵庫県に分布し、山中の林下や岩場に生育するセッピコテンナンショウ Arisaema seppikoense Kitam. (1949)があるが、同種とは仏炎苞の形状が異なり、染色体数も2n=26と異なる。また、九州に分布し、山地の林下に生育するツクシマムシグサ（別名、ナガハシマムシソウ）Arisaema maximowiczii (Engl.) Nakai (1928)に似るが、同種は仏炎苞口辺部がわずかに開出するなど仏炎苞の形状が異なる。

## ギャラリー

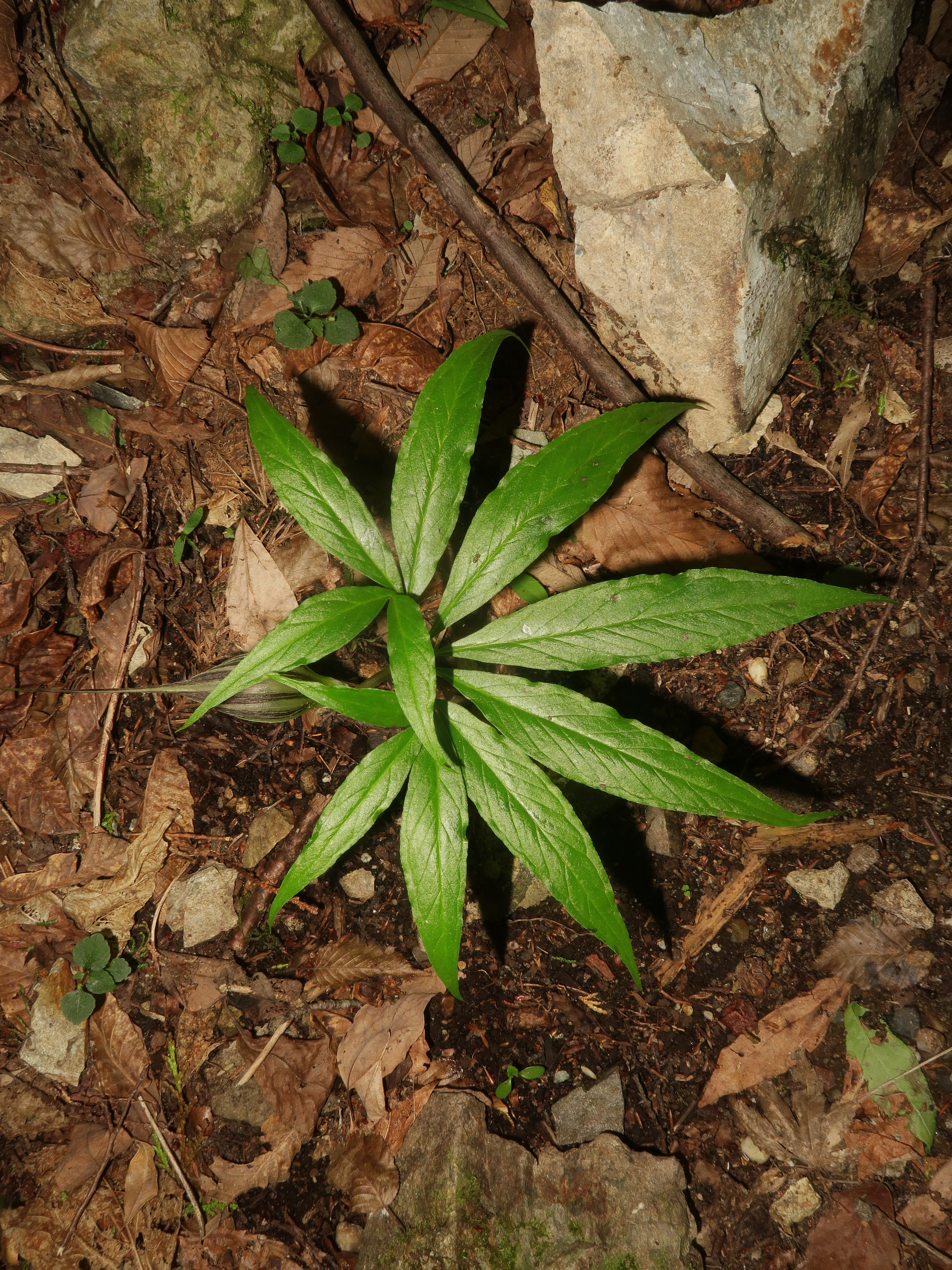
葉は1個。この個体の小葉は11個。頂小葉から外側の小葉に向かってやや急に小さくなる。分類表内のものとは別の個体。
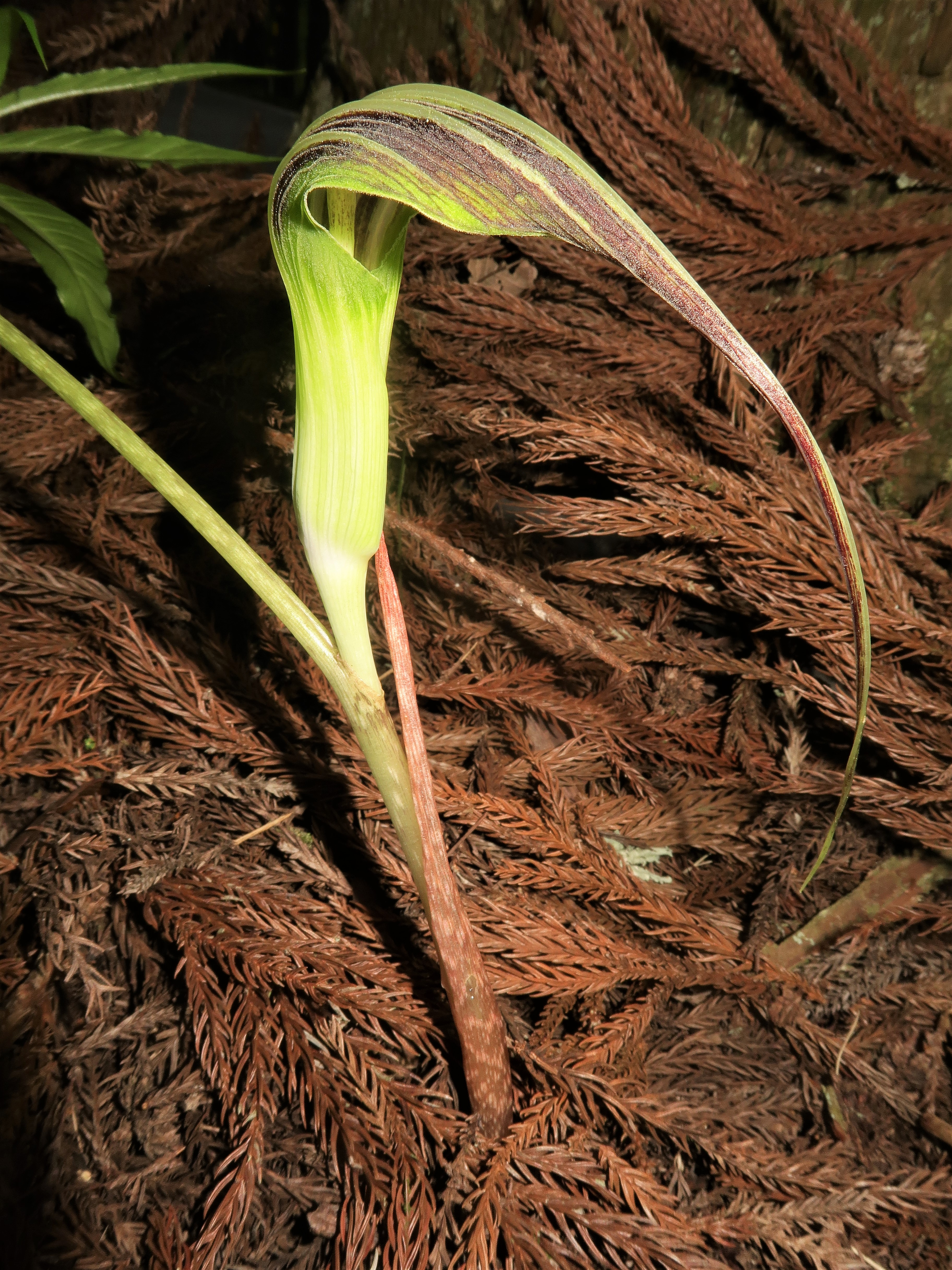
仏炎苞は葉身より下部について直立し、仏炎苞筒部は上側に向かって広い円筒形でやや前に曲がり、仏炎苞舷部先端は長く尾状に伸びてアーチ状に前に垂れる。
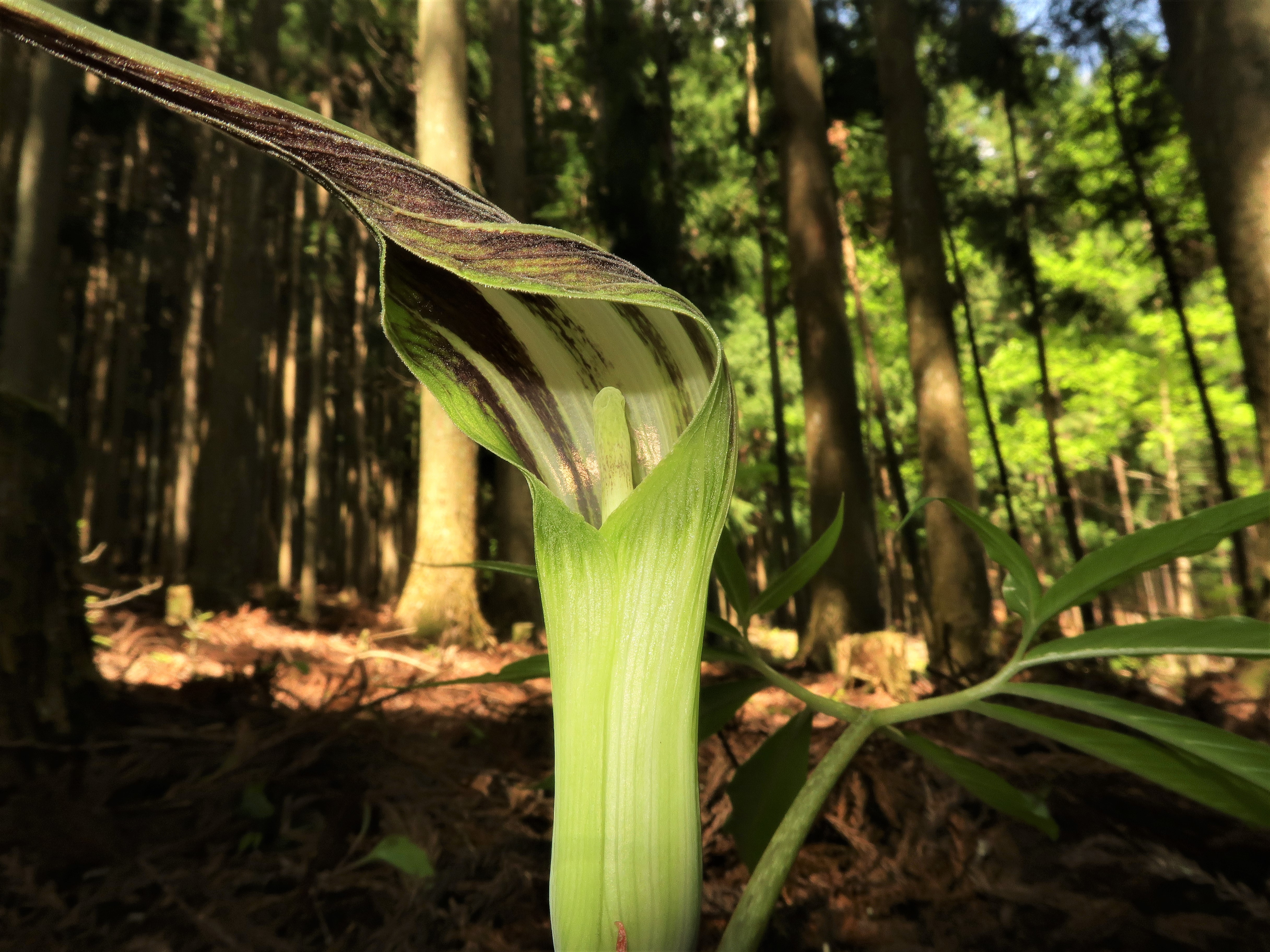
仏炎苞口辺部が開出せずやや幌状になり、内巻きになる長三角形の仏炎苞舷部に続く。仏炎苞の縁や脈上に細かい突起がある。
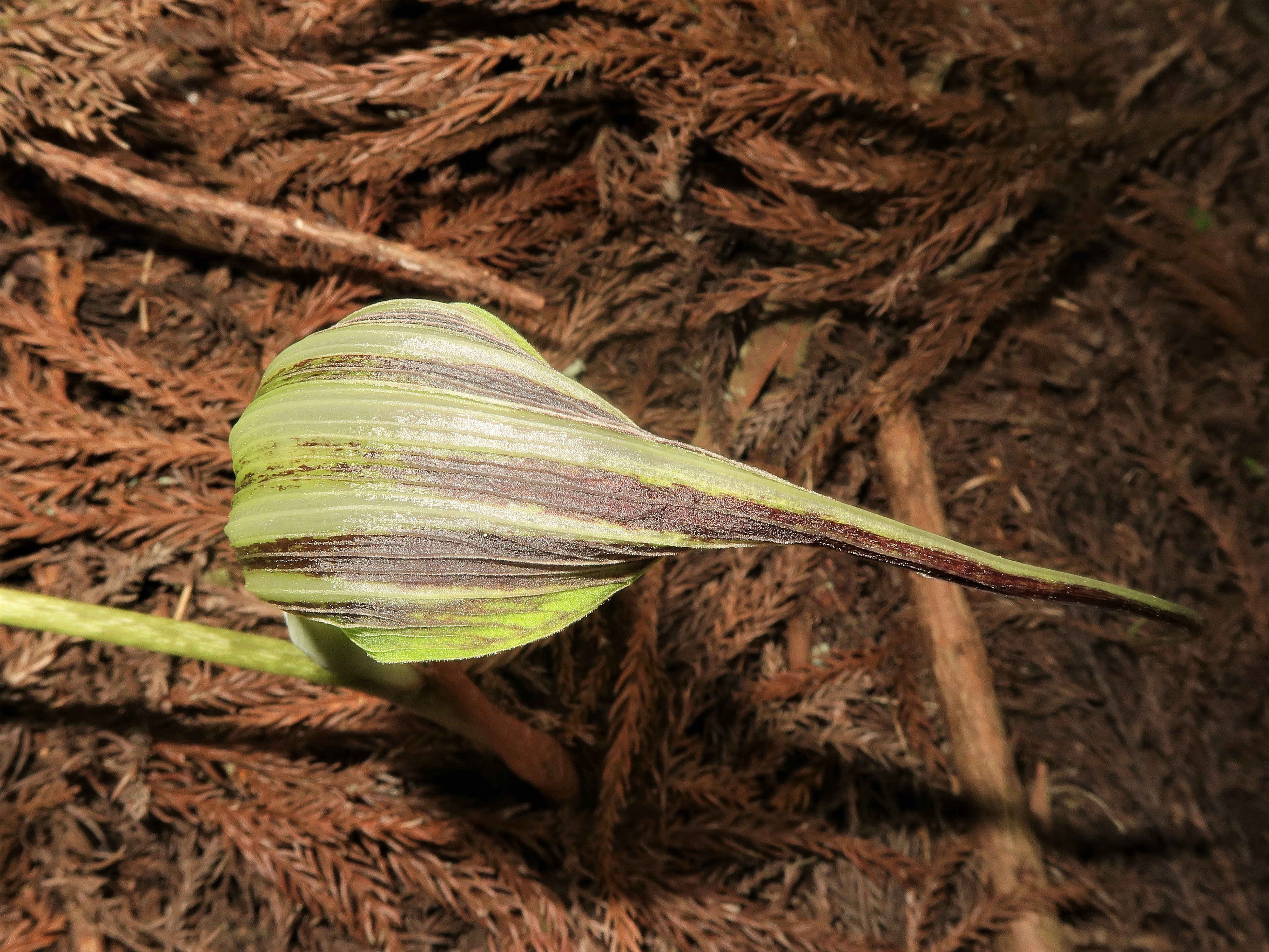
仏炎苞舷部は淡緑色に淡紫色から濃紫色をおび、太く白いやや半透明の条線が3-4本ある。
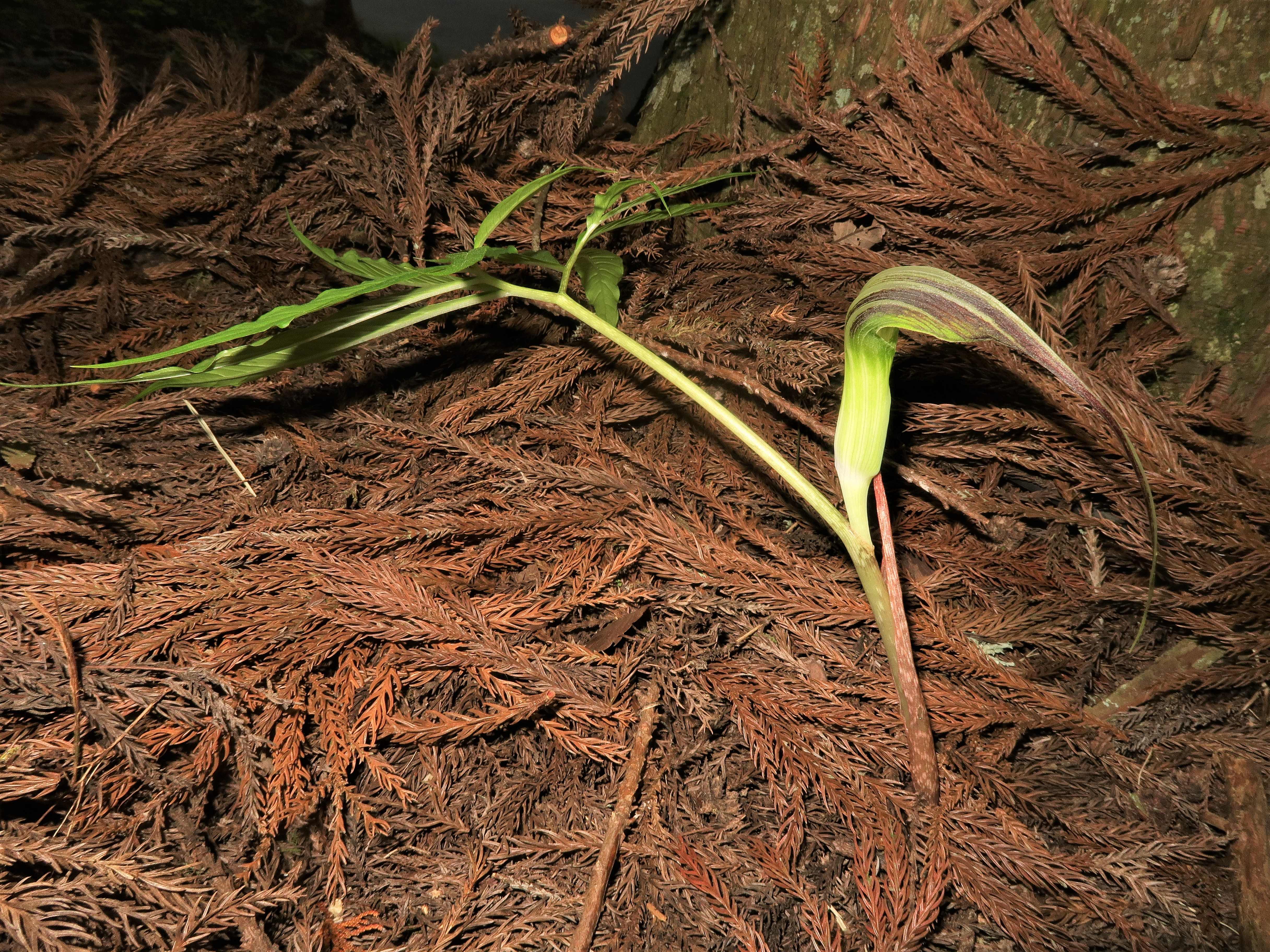
花序柄が長い個体。分類表内と同個体。
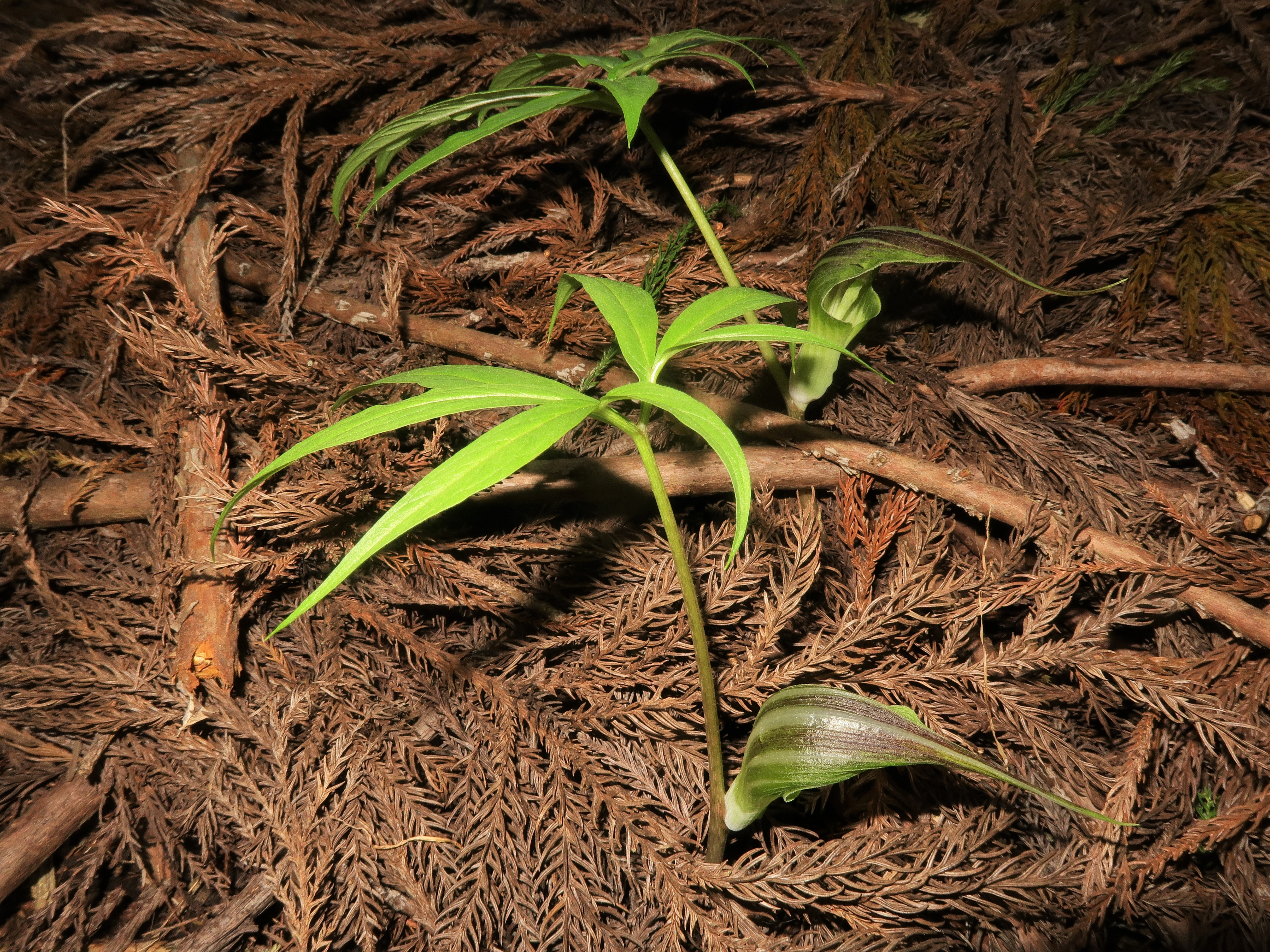
花序柄が短い個体群。